# Nahrungsmittelskandal 2014 in Taiwan
Mit dem Begriff Nahrungsmittelskandal 2014 in Taiwan werden zwei Lebensmittelskandale, die im Jahr 2014 in Taiwan aufgedeckt wurden, bezeichnet. Zum einen war Speiseöl gepanscht worden, zum anderen wurden Lebensmittel mit Industriefarbe gefärbt.

## Speiseöl-Skandal
Aus Küchenresten und Fett von Leder verarbeitenden Fabriken waren Speiseöle hergestellt worden. Die Fette wurden als Urprodukt für die Seifenindustrie gekennzeichnet, anschließend umetikettiert und in Lebensmitteln verarbeitet. Das verunreinigte Öl gelangte über 230 Direktabnehmer an circa 1.200 Einzelhändler. Betroffen waren nicht nur taiwanesische Unternehmen, das Öl wurde auch nach Hongkong, Macau und China exportiert. In Hongkong stoppte die beliebte Bäckerei Maxim’s den Verkauf von Ananasbrötchen, nachdem bekannt geworden war, dass bei deren Herstellung das verunreinigte Öl verwendet worden war. Die Philippinen und Singapur führten nach der Aufdeckung des Skandals vermehrt Tests importierter Produkte aus Taiwan durch. Die taiwanische Gesundheitsbehörde kam nach einer Reihe von Tests zu dem Ergebnis, dass das Öl allen Sicherheitsstandards entspreche. Da die Herstellung des Öls auf diese Weise allerdings illegal war, wurde angeordnet, den Verkauf der betroffenen Öle zu stoppen. Staatspräsident Ma Ying-jeou kündigte am 13. Oktober 2014 an, dass die Regierung Verstöße gegen die Nahrungsmittelsicherheit mit der vollen Härte des Gesetzes verfolgen werde. Am 9. Oktober 2014 wurde eine Untersuchungskommission zu dem Skandal gebildet, die sich mit dessen Aufklärung beschäftigen sollte. Aufgrund des Skandals wurden mehrere Beteiligte festgenommen, unter anderem der Chef des Unternehmens, das für den Skandal verantwortlich war. Das Unternehmen wurde durch eine Zahlung von umgerechnet circa 1,2 Millionen Euro bestraft.

## Lebensmittelfarben-Skandal
Im November 2014 kam ans Licht, dass Tofu und Gewürzprodukte taiwanischer Hersteller mit der für Lebensmittel nicht zugelassenen Farbe Buttergelb gefärbt worden waren. Dieser Farbstoff war in den 1940er Jahren auch in Deutschland und der Schweiz zur Färbung von Lebensmitteln verwendet, dann aber wegen kanzerogener Wirkung verboten worden. Die Färbung der taiwanischen Produkte wurde nicht durch taiwanische, sondern durch Hongkonger Untersuchungsbehörden aufgedeckt. Im Laufe der Untersuchungen stellte sich heraus, dass der Farbstoff schon seit 20 Jahren unbemerkt im Einsatz gewesen war. Als hauptverantwortliches Unternehmen wurde Chien Hsin Enterprises (芊鑫實業社) in Tainan benannt. Auch weitere Produkte, wie Ramen-Nudelgewürzprodukte, enthielten Buttergelb. Diese Produkte waren in viele Länder exportiert worden, darunter die USA, Singapur, Malaysia, Indonesien, Kanada, Australien, Vietnam, Hongkong und die Volksrepublik China. In westlichen Ländern waren sie in Asien-Läden erhältlich.